# Xiphydria picta
Xiphydria picta är en stekelart som beskrevs av Friedrich Wilhelm Konow 1897. Xiphydria picta ingår i släktet Xiphydria, och familjen halssteklar. Enligt den finländska rödlistan är arten sårbar i Finland. Arten är reproducerande i Sverige. Artens livsmiljö är sjö- och älvstränder.